# Куришти
Куришти (каз. Күрішті, до 2008 г. — Карсауыл) — село в Жетысайском районе Туркестанской области Казахстана. Входит в состав сельского округа Шаблана Дильдабекова. Код КАТО — 514449600.

## Население
В 1999 году население села составляло 236 человек (127 мужчин и 109 женщин). По данным переписи 2009 года, в селе проживало 185 человек (98 мужчин и 87 женщин).